# AJS
AJS is een Brits merk van motorfietsen en een historisch Brits merk van inbouwmotoren, zijspannen, auto's, autobussen en radio's. Men produceerde onder deze merknaam, maar ook onder de namen Stevens en "Ajax".

De bedrijfsnamen waren: Stevens Motor Manufacturing Company, Wolverhampton, AJS Wireless and Scientific Instruments, Wolverhampton, A.J. Stevens & Co (AJS), Wolverhampton, A.J. Stevens & Co. (1914) Limited (AJS), Wolverhampton, Associated Motor Cycles (AMC), Woolwich, Norton-Villiers, Andover en A.J.S. Motorcycles Ltd, Goodworth Clatford.

## Voorgeschiedenis
Joseph Stevens sr. werkte vanaf 1874 als zelfstandig smid in Cross Street in Wednesfield (Wolverhampton). Zijn bedrijf heette J. Stevens Co. Zijn oudste zoon Harry kwam in latere jaren in het bedrijf helpen, dat naar Tempest Street (dichter bij het centrum van Wolverhampton) verhuisde. Ook derde zoon Joseph jr. voegde zich bij hen.

### Stationaire motoren
Joseph kocht een Amerikaans Mitchell-viertaktmotortje om machines in het bedrijf aan te drijven. Dit blok was echter zeer onbetrouwbaar. Harry bouwde in 1897 een eigen 1¾pk-motor waarvan de carburateur was gemaakt uit een mosterdblikje. In 1899 bouwde Harry zo'n motortje in een BSA-fietsframe. Al snel kwam er een eigen productie van motorblokjes, carburateurs en versnellingsbakken die aftrek vonden in de industrie van Wolverhampton.

## Jaren nul

### Bedrijf

#### Stevens Motor Mfg. Co.
In 1899 richtten de broers Jack, Harry, George en Joe Jr. de "Stevens Motor Mfg. Co." op. William Clarke van de firma Wearwell Cycle Works raakte geïnteresseerd. Hij had in Pountney Street zijn eigen bedrijf opgericht. Voor de Wearwell-fietsen werden door J. Stevens Co. al spaken, bouten en moeren geleverd. Clarke sloot een contract met de gebroeders Stevens voor de levering van een vast aantal inbouwmotoren per week. Zo ontstond het merk Wearwell-Stevens, maar ook Clyno en Sunbeam startten hun gemotoriseerde bestaan met inbouwmotoren van Harry Stevens.

#### Pelham Street Works
In 1904 verhuisde Stevens MMC naar Pelham Street. Er ontstond een grote productie van motorblokken, onder andere van inbouwmotoren voor Wearwell-Stevens. Ook de gebroeders Werner kochten Stevens-inbouwmotoren en monteerden ze onder hun eigen naam. In 1905 liep de verkoop van motorfietsen sterk terug, maar dankzij de productie van bouten en moeren bij de Stevens Screw Co. overleefde het bedrijf. De gebroeders gebruikten deze periode om nieuwe motorblokken te ontwikkelen, maar drie van hen moesten er toch banen bij nemen om de schuldeisers te kunnen betalen. De verkopen bij Wearwell liepen gelukkig nog redelijk met de productie van de Wolf-motorfietsen. Er werden nu ook frames voor Wearwell-Stevens geproduceerd en ook het merk Clyno in Thrapston bestelde Stevens-motorblokken. In 1909 won een Wearwell-motorfiets met Stevens-zijklepmotor een 24 uurs-betrouwbaarheidsrit. Jack Stevens besloot onder de eigen merknaam motorfietsen in te zetten in de Tourist Trophy van 1911 op het eiland Man. Daarom werd een eigen merk opgericht.

#### Retreat Street Works: AJS
Men verhuisde naar Retreat Street en Clyno trok in het oude Stevens-pand. Het pand in Retreat Street lag tegenover Stevens Screw Company Limited. De fabriek aan Pelham Street werd betrokken door Clyno. De initialen van Jack (de enige met twee christelijke voornamen: Albert John) werden voor de naam van de firma gebruikt: A.J.S.. Men ging nu op grotere schaal motorfietsen produceren, mede doordat de grootste klant, Wearwell, na een grote interne fraude gesloten was.

### Motorfietsen

#### Eerste motorfietsen
In 1903 produceerden de Stevens-broers zelf hun eerste complete motorfiets, die door hun 19-jarige zus Lily door de straten van Wolverhampton werd gereden. Ook verscheen de "Motette" tricycle, die onder het Wearwell-Stevens merk verkocht werd. In 1905 bouwde Harry een motorfiets met voor- en achtervering met een motorblok van John Prestwich uit Tottenham.

## Jaren tien
| The Graiseley Hill Works in 1922                                                              |
| Advertentie voor de AJS "wireless receiver" uit 1923                                          |
| AJS Model D zijspancombinatie uit 1920                                                        |
| Model B 350cc-sportmotor uit 1922                                                             |
| Het succesvolle TT Model uit 1923                                                             |
| Het 800cc-Model H1 van 1927 werd vooral als complete zijspancombinatie verkocht.              |
| Model K12 250cc-zijspancombinatie uit 1928                                                    |
| Model K9 500cc-toermotor uit 1928.                                                            |
| Model M7 350cc-wegracer uit 1929                                                              |
| Model M10 500cc-wegracer uit 1929. In dit jaar kregen de machines zadeltanks met een kleurtje |

### Bedrijf

#### A.J. Stevens & Co (AJS), Wolverhampton
Vanaf 14 november 1909 heette het bedrijf officieel A.J. Stevens & Co (AJS). De directeuren waren de vier gebroeders Stevens: Albert John (Jack), George, Joe jr. en Harry. De grote man achter de productie van de AJS motorfietsen was echter Harry Stevens. George was commercieel manager en Joe Jr. leidde de experimentele afdeling. De eerste AJS werd op de Motor Cycle Show in 1910 gepresenteerd. Het was een 293cc-zijklepper met drie versnellingen dat als AJS Model B op de markt zou komen. Daarmee kon men deelnemen aan de Junior TT van 1911. Jack behaalde de 15e plaats, achter een privérijder, J.D. Corke, op een identieke machine. De frames werden nog in Pelham Street gemaakt, maar toen Clyno daar zijn intrek nam verhuisde de hele productie naar Retreat Street. Harry ontwierp de eerste motorfiets voor Sunbeam en gebruikte het geld voor de ontwikkeling van twee AJS-modellen: Model A en AJS Model B. In 1912 volgde het Model D, een 5pk-V-twin. AJS nam in dat jaar niet deel aan de TT, vanwege de grote vraag naar hun motorfietsen, maar in 1913 behaalde men een 10e plaats. In 1914, toen de cilinderinhoud van de Junior TT was vergroot naar maximaal 350 cc, bouwde men de 2¾-pk 349cc-eencilinder met drie versnellingen en kettingaandrijving. Men behaalde de 1e, 2e, 4e en 6e plaats en de machine werd bijzonder populair. Er werd intussen ook een 800cc-6pk-V-twin geproduceerd.

#### Hayward zijspannen
In 1913 kwam het AJS Model D met zijspan uit. Dit zijspan was geproduceerd door Charles William Hayward. Deze produceerde al zijspannen voor onder andere Sunbeam. Ze stonden goed bekend en ook AJS ging deze zijspannen gebruiken. Het Model D met zijspan werd een groot succes. In 1915 volgde de "Sociable", met twee zitplaatsen in het zijspan. De persoon die het dichtst bij de motor zat kon deze vanuit het zijspan besturen. Joe Stevens Jr.'s vrouw Sarah Ann was in 1906 overleden. Later trouwde hij met Haywards moeder, zodat Charles William Hayward zijn stiefzoon werd.

#### A.J. Stevens & Co. (1914) Limited (AJS)
Na successen in de TT van Man in 1914 werden ook sportieve modellen in grote aantallen verkocht en ook de vraag naar AJS-zijspannen was nauwelijks bij te benen. Het beginkapitaal van ₤ 1.000 was in 1914 al gestegen naar ₤ 50.000. Om geld voor nieuwe ontwikkelingen te vergaren was het nu een "Public Company" geworden met de naam "A.J. Stevens & Co. (1914) Limited". De directie werd uitgebreid met beurshandelaar E. E. Lamb en ingenieur E. L. Morcom. AJS begon aan een mooie toekomst. De Eerste Wereldoorlog gooide echter roet in het eten.

#### Graiseley Hill Works
In 1914 had het bedrijf Graiseley Hill House gekocht, een groot landhuis met voldoende grond om een fabriek te bouwen. Die was in 1915 klaar, maar door het uitbreken van de oorlog moest de verhuizing worden uitgesteld. De kantoren en de reparatiewerkplaats verhuisden in 1917. De Stevens Screw Company verhuisde naar Retreat Street. Na de oorlog werden de Graiseley Hill Works flink uitgebreid met drie nieuwe gebouwen. De fabriek was ruim een hectare groot, maar bleef groeien tot 1½ hectare in 1922 en 2,1 hectare in 1924.

#### Eerste Wereldoorlog
Er werd oorlogsproductie gedraaid, maar desondanks werden bestaande modellen verbeterd en nieuwe ontwikkeld. Er was echter schaarste aan materialen waardoor het Model B tot na de oorlog uit productie ging. Ook werd de benzine schaars en dus duur. Op de testbanken draaiden de motoren nu op stadsgas. Op gezag van het Ministry of Munitions moest men vanaf november 1916 munitie produceren. AJS kreeg echter via het Britse War Office een order voor 1100 militaire motorfietsen voor het Russische leger. Ook BSA, Norton en Sunbeam kregen een deel van deze order. Zo werd het Model D tijdens de Eerste Wereldoorlog alsnog gebouwd. Deze order hield AJS bezig tot het verbod op de bouw van civiele motorfietsen in januari 1919 werd opgeheven.

### Modellen A en B
De eerste eigen modellen waren de Modellen A en B, die in 1910 op de markt kwamen. Dit waren 300cc-eencilinderzijkleppers met twee (Model A) of drie (Model B) versnellingen. In 1912 werd de cilinderinhoud vergroot tot 315 cc, maar het Model A verdween na dit jaar van de markt. Het Model B bleef, werd in 1913 vergroot tot 350 cc en zou uitgroeien tot het sportmodel, dat als AJS TT Model succesvol zou zijn in de TT van Man. AJS-rijders werden eerste en tweede in de Junior TT van 1914. Dat was de laatste vooroorlogse TT. In 1920 won Cyril Williams ook de eerste naoorlogse Junior TT.

### Model D
Het Model D legde de basis voor de zware V-twins die AJS tot 1940 zou produceren. Het was te koop als toermotor, maar bedoeld als zijspantrekker. Het kwam in 1912 als 630cc-model op de markt, maar groeide naar 700 cc en later naar 750 cc. Dankzij dit model, dat aan het Russische leger werd verkocht, overleefde AJS als motorfietsproducent de Eerste Wereldoorlog.

### Modellenoverzicht jaren tien
| AJS Model      | A         | B         | A        | B        | B Touring | B Sport   |
| -------------- | --------- | --------- | -------- | -------- | --------- | --------- |
| Cilinderinhoud | 292,5 cc  | 292,5 cc  | 315,6 cc | 315,6 cc | 349,0 cc  | 349,0 cc  |
| Periode        | 1910-1911 | 1910-1911 | 1912     | 1912     | 1913-1916 | 1913-1916 |
| Categorie      | Toer      | Sport     | Toer     | Sport    | Toer      | Sport     |

| AJS Model      | D        | D        | A         | D         | Sociable          | D De Luxe |
| -------------- | -------- | -------- | --------- | --------- | ----------------- | --------- |
| Cilinderinhoud | 631,1 cc | 696,7 cc | 550,8 cc  | 748,3 cc  | 748,3 cc          | 748,3 cc  |
| Periode        | 1912     | 1913     | 1914-1916 | 1914-1920 | 1915              | 1919-1920 |
| Categorie      | Toer     | Toer     | Toer      | Toer      | Zijspancombinatie | Toer      |

## Jaren twintig

### Bedrijf
De gebroeders Stevens namen in de Graiseley Hill Works allemaal een andere taak op zich. Harry was de technische man die zich met het ontwerpen van de motorblokken bezig hield, maar die ook de machines in de werkplaatsen verbeterde. George nam de verkoop onder zijn hoede, Joseph Jr. was bedrijfsleider en manager van het raceteam en Albert John was ontwerper en hoofd van de tekenkamer. De jongste broer William was voor de oorlog niet betrokken bij de motorfietsproductie. Hij werkte met zijn vader en zusters voor de Stevens Screw Company. Na zijn diensttijd tijdens de Eerste Wereldoorlog als motorordonnans in de Dardanellen, tijdens de Gallipoliveldtocht, in Thessaloniki en aan het Westfront werd hij directeur van de Screw Company. Hij werkte echter ook voor zijn broers als hoofd van de reservedelen-afdeling en als schrijver van de instructieboeken. De fabrieken bij Graiseley House werden snel uitgebreid en AJS had door moderne productietechnieken een voorsprong op plaatsgenoten als Sunbeam, waar nog bijna alles handwerk was. AJS produceerde alle onderdelen passend met grote nauwkeurigheid, terwijl ze bij Sunbeam na de productie nog op maat gevijld moesten worden. Het nieuwe 7pk-Model D en het vernieuwde Model B dreven de verkopen op waardoor de fabrieksgebouwen nog verder uitgebreid moesten worden. Ook de vraag naar zijspannen steeg enorm en toen het automerk Briton in 1922 failliet ging kocht AJS de gebouwen aan Walsall Street om daar zijspannen te gaan maken. In 1922 werkten er nog 600 mensen bij AJS, maar dat aantal was in 1924 gestegen tot 3.000. De relatie met het personeel was uitstekend. Men bouwde voor het personeel een sportcomplex in Penn. De daar gevestigde A.J.S. Sports and Social Club Limited had een paviljoen met een bar en een danszaal, biljart- en tafeltenniskamers, een tennisveld en een bowling green. Men vormde dames en heren hockeyteams en Tommy Deadman organiseerde de Motor Cycle Football Club. De goede relatie met het personeel zorgde er ook voor dat AJS niet veel last ondervond van de algemene staking van 1926. De depressie begon zich echter al te manifesteren en AJS kreeg ook last van de opkomst van lichte, goedkope auto's en ook met de radioproductie ging het slecht. Enige lucht werd verkregen toen Clyno de Clyno Nine-auto ontwikkelde en AJS een contract kreeg voor de productie van de carrosserieën. Dat gebeurde aan Lower Wallsall Street, waar men ook chassis ging maken. In 1928 bleven de verkopen echter dalen. De radioproductie werd beëindigd en de fabriek aan Stewart Street werd verkocht aan de Symphony Gramophone and Radio Company Limited, die een deel van het personeel overnam. AJS bouwde een prototype met een 660cc-langsgeplaatste viercilinderlijnmotor, dat nooit in productie ging. Met Clyno ging het aan het einde van het decennium slecht. Om de productielijn gaande te houden besloot AJS zelf auto's te gaan maken. 1929 was door de grote beurskrach ook een slecht jaar voor AJS. Voor het derde jaar op rij kon geen dividend worden uitgekeerd. In februari ging Clyno failliet, waardoor de productie in Lower Wallsall Street stilviel nu ook de vraag naar zijspannen was afgenomen. Om de klappen op te vangen bracht AJS de "Pilot"-autobus en de "AJS Nine"-auto uit.

#### Overname van Hayward
In 1920 nam AJS de zijspanfabriek Hayward over, hoewel de firmanaam C. W. Hayward bleef. De zijspanafdeling was aanvankelijk gevestigd in de voormalige Briton-autofabriek in Stewart Street. Toen Briton - intussen in Lower Walsall Street gevestigd - failliet ging nam Hayward ook dit pand over. Tot de kleine auto's rond 1927 op de markt kwamen liep de zijspan-verkoop uitstekend. In 1928 verliet Hayward het bedrijf, maar de zijspannen bleven zijn naam dragen. Joe Stevens Jr. werd directeur van de zijspanfabriek.

### Auto's
Al in 1923 was een prototype van een AJS auto met een Meadows motor gemaakt, die echter nooit in productie ging. In de zomer van 1927 sloot AJS een contract met Clyno voor de productie van carrosserieën. Dit was precies op het moment dat de motorverkopen waren ingestort. Toen Clyno echter de concurrentie aanging met de Morris Minor en de Austin Seven ging het mis. De Clyno Century gaf het merk een slechte naam en kreeg zelfs de bijnaam "Cemetry" (kerkhof). Clyno ging in 1929 failliet. Dat kwam hard aan bij AJS: de motorfietsen en de radio's verkochten ook al slecht. Arthur G. Booth (bijgenaamd 'The General" en ontwerper van de Clyno Nine-auto) ontwierp de kleine AJS Nine-auto die werd voorzien van een Coventry Climax viercilinder motor. De auto's waren vrij duur, een tweezitter kostte £ 210 en een sedan zelfs £ 320. Er werden ongeveer 3.300 van deze auto's gemaakt.

### AJS Wireless and Scientific Instruments
Harry Stevens was al voor de Eerste Wereldoorlog een enthousiast radioamateur. Tijdens de oorlog moest hij zijn apparatuur inleveren, maar hij bouwde zijn eigen apparatuur waarmee hij met zijn broer Joe Jr. (aan het andere einde van de straat) communiceerde. In 1922, toen de eerste radiostations waren opgezet en de BBC was opgericht, wist hij de rest van de directie ervan te overtuigen dat radio's een grote toekomst hadden. Op 27 april 1922 werd er vanuit de AJS-fabriek een concert en radio-demonstratie gegeven. In Lower Walsall Street werden gebouwen bijgebouwd voor de radioproductie. In 1923 werden de eerste radio's geleverd. Men produceerde vele modellen, waaronder ook radiomeubels en koptelefoons. Omdat de radio-verkopen seizoensgebonden waren produceerde men ook een straalkacheltje dat men achterover kon kantelen om er een kooktoestel van te maken. Alle AJS producten waren gericht op de top van de markt. Het duurste model kostte aanvankelijk £ 75, veel meer dan een AJS motorfiets. Rond 1925 liep de verkoop goed, met tien modellen tussen £ 14 en £ 50. De productie werd uitgebreid en men verhuisde naar een fabriek in Stewart Street. De ontwikkelingen ging echter heel snel, en AJS had moeite om deze bij te houden, te meer omdat de motorfiets- en autoverkopen uitstekend liepen. Rond 1926 begonnen de prijzen van radio's te dalen en AJS moest overschakelen op massaproductie. Er werden vooral vrouwen voor dit werk gebruikt, omdat men ervan uitging dat ze preciezer werkten dan mannen. De droom van Harry Stevens zou echter niet bewaarheid worden. De recessie kwam er aan, en Stevens produceerde geen radio's voor het lichtnet, maar alleen batterij-apparaten. Er zouden grote investeringen nodig zijn om de concurrentie het hoofd te bieden. In 1928 werd de radiofabriek verkocht aan de Symphony Gramophone and Radio Company.

### Bussen
De eerste AJS bus, de "Pilot" met Meadows motor, werd in februari 1929 geproduceerd, toen het carrossie-contract met Clyno werd beëindigd. Met een enkele uitzondering werd de productie van buscarrosserieën uitbesteed aan gespecialiseerde bedrijven. In 1930 werd het Pilot-chassis aangepast aan de nieuwe Road Traffic Act, een wet die onder andere minimum ruimte tussen de stoelen voorschreef. Er volgden nog twee modellen, de "Commodore", voorzien van een Coventry Climax motor en de "Admiral", maar toen AJS in 1931 failliet ging eindigde uiteraard ook de productie van bussen. Er waren er toen iets meer dan 200 gebouwd.

### Motorfietsen
In 1920 presenteerde Harry Stevens het Model D De Luxe met een zeer luxe zijspan en het nieuwe 350cc-TT Model met een 10pk-kopklepmotor met de bedoeling het TT-succes uit 1914 te herhalen. Er waren nu ook trommelremmen toegepast en een ketting voor de primaire aandrijving. Cyril Williams won er de eerste naoorlogse Junior TT in 1920 mee, ondanks het feit dat hij de motor bijna vier mijlen (6½ kilometer) moest duwen. In 1921 waren de eerste vier plaatsen voor AJS. Howard R. Davies werd tweede, maar won later op dezelfde machine de Senior TT (tot 500cc). Dit was de eerste keer dat een 350cc-machine de Senior TT wist te winnen. In 1922 won de lokale held Manxman Tom Sheard de Junior TT met AJS, George Grinton, eveneens met AJS, werd tweede. De machine uit 1922 zou bekend worden als de "Big Port" dankzij de grote uitlaatpoort. Deze 350cc-kopklepper zou in de komende jaren doorontwikkeld worden en in de jaren twintig zowel voor racers als sportieve toerrijders (hij was voor "klanten" te koop vanaf 1923) een populaire machine blijven. In de jaren twintig werden met veel succes machines doorontwikkeld en nieuwe geïntroduceerd, zoals de eerste modellen met bovenliggende nokkenasen in 1927. De modellen kregen een eigen modelnaam, maar ook een letter om het bouwjaar aan te duiden: E voor 1925, G voor 1926, H voor 1927 enz. Men produceerde in de tweede helft van de jaren twintig modellen van 250- tot 1.000cc: de 250cc-Model 12-serie, de 350cc-Model 3-serie, Model 4-serie, Model 5-serie, Model 6-serie en Model 7-serie, de 500cc-Model 8-serie, Model 9-serie en Model 10-serie en de 800cc-V-twins. Ook leverde men twaalf verschillende zijspannen van de inmiddels overgenomen Hayward-zijspanfabriek. In 1927 schakelde men voor wat betreft de racemotoren over van de stoterstangenmotoren op kettingaangedreven bovenliggende nokkenassen: het 350cc-Model K7 en het 500cc-Model K10. In 1928 werden deze machines opgevolgd door de M7 en M10. In 1929 kregen alle modellen moderne zadeltanks die bovendien magenta-gekleurde flanken kregen. Omdat de handpompjes op de tank moesten vervallen kregen de machines ook een dry-sump-smeersysteem. Ook de voorvorken werden vernieuwd. Het "M"-programma bestond uit 14 modellen met 13 verschillende zijspannen. Daar was inmiddels ook de Model 12-serie bij gekomen, 250cc-toermotorfietsjes met zijklepmotor.

### Modellenoverzicht jaren twintig
| Model 12-serie | K12      | M12      |
| -------------- | -------- | -------- |
| Cilinderinhoud | 248,2 cc | 248,2 cc |
| Periode        | 1928     | 1929     |
| Categorie      | Toer     | Toer     |

| Model B-serie  | TT Model         | B2               | B                | B1               | B3               | B4               | B5               |
| -------------- | ---------------- | ---------------- | ---------------- | ---------------- | ---------------- | ---------------- | ---------------- |
| Cilinderinhoud | 348,4 cc         | 348,4 cc         | 348,4 cc         | 348,4 cc         | 348,4 cc         | 348,4 cc         | 348,4 cc         |
| Periode        | 1920-1923        | 1921-1922        | 1921-1924        | 1921-1924        | 1924             | 1924             | 1924             |
| Categorie      | Wegracer         | Sport            | Toer             | Sport            | Sport            | Sport            | Sport            |
| Model 3-serie  | E3               | G3               | H3               | K3               | M3               |                  |                  |
| Cilinderinhoud | 348,4 cc         | 348,4 cc         | 348,4 cc         | 348,4 cc         | 348,4 cc         |                  |                  |
| Periode        | 1925             | 1926             | 1927             | 1928             | 1929             |                  |                  |
| Categorie      | Toer             | Toer             | Toer             | Toer             | Toer             |                  |                  |
| Model 4-serie  | E4               | G4               | H4               | K4               | M4               |                  |                  |
| Cilinderinhoud | 348,4 cc         | 348,4 cc         | 348,4 cc         | 348,4 cc         | 348,4 cc         |                  |                  |
| Periode        | 1925             | 1926             | 1927             | 1928             | 1929             |                  |                  |
| Categorie      | Sport            | Sport            | Sport            | Sport            | Sport            |                  |                  |
| Model 5-serie  | E5               | G5               | H5               | K5               | M5               |                  |                  |
| Cilinderinhoud | 348,4 cc         | 348,4 cc         | 348,4 cc         | 348,4 cc         | 348,4 cc         |                  |                  |
| Periode        | 1925             | 1926             | 1927             | 1928             | 1929             |                  |                  |
| Categorie      | Sport            | Sport            | Sport            | Sport            | Sport            |                  |                  |
| Model 6-serie  | E6               | G6               | H6               | K6               | KR6              | M6               | MR6              |
| Cilinderinhoud | 348,4 cc         | 348,4 cc         | 348,4 cc         | 348,4 cc         | 348,4 cc         | 348,4 cc         | 348,4 cc         |
| Periode        | 1925             | 1926             | 1927             | 1928             | 1928             | 1929             | 1929             |
| Categorie      | Wegracer/Clubman | Wegracer/Clubman | Wegracer/Clubman | Wegracer/Clubman | Wegracer/Clubman | Wegracer/Clubman | Wegracer/Clubman |
| Model 7-serie  | E7               | G7               | GR7              | H7               | K7               | M7               |                  |
| Cilinderinhoud | 348,4 cc         | 348,4 cc         | 348,4 cc         | 348,4 cc         | 348,4 cc         | 348,4 cc         |                  |
| Periode        | 1925             | 1926             | 1926             | 1927             | 1928             | 1929             |                  |
| Categorie      | Sport/Clubman    | Sport/Clubman    | Sport/Clubman    | Sport/Clubman    | Sport/Clubman    | Sport/Clubman    |                  |

| Model 8-serie  | G8            | H8            | K8            | KR8           | M8            | MR8           |
| -------------- | ------------- | ------------- | ------------- | ------------- | ------------- | ------------- |
| Cilinderinhoud | 498,8 cc      | 498,8 cc      | 498,8 cc      | 498,8 cc      | 498,8 cc      | 498,8 cc      |
| Periode        | 1926          | 1927          | 1928          | 1928          | 1929          | 1929          |
| Categorie      | Sport/Clubman | Sport/Clubman | Sport/Clubman | Sport/Clubman | Sport/Clubman | Sport/Clubman |
| Model 9-serie  | H9            | K9            | M9            |               |               |               |
| Cilinderinhoud | 498,8 cc      | 498,8 cc      | 498,8 cc      |               |               |               |
| Periode        | 1927          | 1928          | 1929          |               |               |               |
| Categorie      | Toer          | Toer          | Toer          |               |               |               |
| Model 10-serie | G10           | H10           | K10           | M10           |               |               |
| Cilinderinhoud | 498,8 cc      | 498,8 cc      | 498,8 cc      | 498,8 cc      |               |               |
| Periode        | 1926          | 1927          | 1928          | 1929          |               |               |
| Categorie      | Wegracer      | Wegracer      | Wegracer      | Wegracer      |               |               |

| AJS Model      | D         | D1       | E1                | E2                | G1                | G2                | H1                | H2                | K1                | K2                | M1       | M2       |
| -------------- | --------- | -------- | ----------------- | ----------------- | ----------------- | ----------------- | ----------------- | ----------------- | ----------------- | ----------------- | -------- | -------- |
| Cilinderinhoud | 800,0 cc  | 800,0 cc | 800,0 cc          | 800,0 cc          | 800,0 cc          | 800,0 cc          | 800,0 cc          | 800,0 cc          | 800,0 cc          | 800,0 cc          | 997,5 cc | 997,5 cc |
| Periode        | 1921-1924 | 1924     | 1925              | 1925              | 1926              | 1926              | 1927              | 1927              | 1928              | 1928              | 1929     | 1929     |
| Categorie      | Toer      | Toer     | Zijspancombinatie | Zijspancombinatie | Zijspancombinatie | Zijspancombinatie | Zijspancombinatie | Zijspancombinatie | Zijspancombinatie | Zijspancombinatie | Toer     | Toer     |

## Jaren dertig

### Bedrijf
In 1930 bleven de verkopen dalen. Het personeel werd 10% op het salaris gekort en de motorfietsen werden goedkoper aangeboden. Men nam de productie van de Clyno Nine-auto over, maar dat werd ook geen succes. In 1931 verscheen een nieuwe, tamelijk spectaculaire motorfiets, het Model S3. Het kreeg een nieuwe, langsgeplaatste 500cc-V-twin. Het was uiterst luxueus met een uitgebreid instrumentenpaneel en bijna alles was verchroomd, maar de Grote Depressie had al toegeslagen en het Model S3 was veel te duur. Ook verscheen nog het 400cc-Model S4, dat als zijspantrekker bedoeld was maar dat in een hogere belastingklasse viel dan de 350cc-modellen. In dit jaar besloten de aandeelhouders om het faillissement aan te vragen. Aan het eind van dat jaar was er een verlies van bijna ₤ 90.000 geleden. Een bod op de motorfietsproductie door BSA werd afgewezen, maar eind 1931 werd de motorfietstak inclusief de goodwill voor 20.000 pond verkocht aan Matchless in Woolwich. Matchless was eigendom van de broers Harry, Charlie en Bert Collier. De autoproductie ging naar Willys-Overland Crossley Ltd. in Gorton en de zijspanproductie werd overgenomen door Diamond in Wolverhampton.

#### Overname auto's door Crossley Motors
De eerste AJS auto werd in november 1930 gepresenteerd in drie versies en werd aanvankelijk goed verkocht maar was aan de dure kant. Daarom ging men in 1931 zelf motorblokken produceren. Eind 1931 sloeg de depressie ook bij de AJS autotak toe. In 1932 werd het ontwerp verkocht aan Willys-Overland Crossley Ltd.. Deze firma produceerde de auto verder als "New AJS Nine".

#### Overname zijspannen door Diamond
In 1930 veranderde de naam van de zijspannen in "Graiseley", naar de AJS-fabriek. Met het faillissement van AJS in 1931 eindigde ook de productie van zijspannen. De merknaam Graiseley werd door Diamond in Sedgley Street overgenomen. Deze firma gebruikte de naam voor hun zijspannen, trailers en caravanchassis.
| Het begin van de Badge-engineering: Het AJS Model 2 was identiek aan... |
| ...het Matchless Model X                                                |

#### Overname motorfietsen door Matchless
Eind 1931 werd de motorfietsentak van AJS door de gebroeders Collier overgenomen en naar Woolwich verplaatst, waar ook hun eigen merk Matchless gebouwd werd. Dat leefde voornamelijk van de zware V-twins van de Matchless Model X-serie. Charlie had de 400cc-Matchless Silver Arrow ontwikkeld, maar toen die niet aansloeg ontwierp Bert de 600cc-Matchless Silver Hawk. Die werd echter ook geen succes, waardoor de lichte modellen van AJS een welkome aanvulling op het Matchless-programma vormden. Dat werd ineens uitgebreid met twee 250cc-modellen, vier 350cc-modellen, drie 500cc-modellen en een 1.000cc-model. De naam "AJS" bleef echter behouden vanwege de grote naam die het merk in het verleden had opgebouwd. Vanaf 1933 kregen de AJS-modellen wel de nieuwe type-aanduiding die Matchless ook gebruikte: het jaartal gevolgd door het type, zoals het AJS Model 33/2 en het Matchless Model 33/X3. Hoewel het gros van het personeel werkloos was achtergebleven in Wolverhampton, was een aantal ingenieurs meegekomen naar Woolwich. Zij konden nog - zij het op beperkte schaal - zelf ontwikkelen. In 1935 presenteerde men op de Olympia Show al een 500cc-OHC V4, die bestemd was voor de openbare weg, maar nooit in productie kwam. In 1936 reed Harold Daniell een versie van deze machine voorzien van een compressor in de Senior TT. In 1939 kreeg deze racer waterkoeling. In 1936 kreeg het samenwerkingsverband de naam "Amalgamated Motor Cycles Ltd." en in 1937, nadat ook Sunbeam was overgenomen, werd het Associated Motor Cycles. Halverwege de jaren dertig begon Matchless in eigen beheer ook 250-, 350- en 500cc-modellen te ontwikkelen, afwijkend van de AJS-modellen.

#### Stevens Brothers Ltd. en Ajax
De fabriek in Retreat Street was na de overname door Matchless nog in het bezit van de gebroeders Stevens. De Stevens Screw Company was namelijk de straat overgestoken en had de oude AJS-fabriek overgenomen. In mei 1932 begonnen George, Jack, Harry, Joe jr. en jongste broer William (Billy) met een groep onbetaalde vrijwilligers hier opnieuw te produceren. Het eerste product was een driewielige bestelauto, de 'Stevens Light Commercial Vehicle', die een motorfiets voorvork had. Onder de naam "Ajax" werden ook motorblokken gemaakt voor E. C. Humphries van OK Supreme en voor AJW. Joe jr. en Jack verlieten het nieuwe bedrijfje echter al snel, want men kon er geen vijf directeuren mee onderhouden. In 1934 ging men opnieuw motorfietsen produceren. Er waren nog wat AJS-onderdelen en machines door Matchless achtergelaten, maar de naam AJS mocht niet meer gebruikt worden. Harry ontwikkelde een 250cc-kopklepper. Deze werd verkocht als Stevens D.S. 1 en Stevens U.S. 2. Er werd geproduceerd in kleine series: de bestelauto's in series van 6 en de motorfietsen in series van 12. Men moest eerst een serie verkocht hebben om geld te hebben voor de productie van de volgende serie. In ongeveer vier jaar werden 1.000 machines geproduceerd.

### Motorfietsen
Toen AJS eenmaal was overgenomen door Matchless werd de productie weliswaar verplaatst naar Woolwich, maar de meeste AJS-modellen bleven gewoon bestaan. Matchless had geen vergelijkbare modellen, met uitzondering van het Matchless Model X/3, dat concurreerde met het AJS Model S2. Het waren allebei zware V-twins die bedoeld waren als zijspantrekker. Het AJS-model werd onmiddellijk gelijk aan het Matchless-model, waarmee de badge-engineering begon. Toch zetten de gebroeders Collier dit principe nog niet door. Sterker nog: in 1934 begon Matchless zelf ook lichtere eencilinders te produceren, die helemaal afweken van de AJS-modellen. Ten opzichte van de racemodellen was er een tweeslachtig beleid. De bestaande racemodellen met bovenliggende nokkenas van de 350cc-AJS Model 7-serie en de 500cc-AJS Model 10-serie werden niet meer als fabrieksracer ingezet, maar als sportmotor en clubmanracer verkocht. Anderzijds mochten de AJS-constructeurs wel de AJS V4 ontwikkelen, aanvankelijk als toermotorfiets, maar vanaf 1936 ook als volbloedracer met compressor. Die was nodig om de strijd aan te gaan met de dominerende Kompressor BMW's. De V4 rondde als eerste het Clady Circuit met een gemiddelde snelheid van meer dan 100 mph (160 km/u). In 1937, toen het bedrijf inmiddels Associated Motor Cycles heette, werden het 500cc-Matchless Model 37/G80C en het AJS Model 37/8 ook gelijk aan elkaar. In 1938 verschenen weer drie luxe-sportmodellen, de AJS Silver Streak-serie. 250-, 350- en 500cc-modellen waarvoor geen aparte blokken waren ontwikkeld, maar die waren afgeleid van de modellen 38/22, 38/26 en 38/18. In 1939 leverde AJS nog elf modellen en Matchless leverde er tien. Toen de Tweede Wereldoorlog uitbrak concentreerde AMC zich echter op de militaire productie. Al in hetzelfde jaar verscheen de Matchless WG3/L, die onmiddellijk door motorordonnansen werd ingezet in Noord-Frankrijk.

### Modellenoverzicht jaren dertig
| Model 12-serie | R12      | S12      | SA12     | 33/12    | 34/12    | 35/12    | 36/12    | 37/12    | 38/12    | 39/12    |
| -------------- | -------- | -------- | -------- | -------- | -------- | -------- | -------- | -------- | -------- | -------- |
| Cilinderinhoud | 248,2 cc | 248,2 cc | 248,2 cc | 248,2 cc | 248,2 cc | 245,4 cc | 245,4 cc | 245,4 cc | 245,4 cc | 245,4 cc |
| Periode        | 1930     | 1931     | 1931     | 1933     | 1934     | 1935     | 1936     | 1937     | 1938     | 1939     |
| Categorie      | Toer     | Toer     | Toer     | Sport    | Sport    | Toer     | Toer     | Toer     | Toer     | Toer     |
| Model 22-serie | 35/22    | 36/22    | 37/22    | 38/22 SS | 38/22T   | 39/22    | 39/22T   |          |          |          |
| Cilinderinhoud | 245,4 cc | 245,4 cc | 245,4 cc | 245,4 cc | 245,4 cc | 245,4 cc | 245,4 cc |          |          |          |
| Periode        | 1935     | 1936     | 1937     | 1938     | 1938     | 1939     | 1939     |          |          |          |
| Categorie      | Sport    | Sport    | Sport    | Sport    | Trial    | Sport    | Trial    |          |          |          |

| Model 4-serie     | R4       | SA4      |          |          |          |          |          |          |
| ----------------- | -------- | -------- | -------- | -------- | -------- | -------- | -------- | -------- |
| Cilinderinhoud    | 348,4 cc | 348,4 cc |          |          |          |          |          |          |
| Periode           | 1930     | 1931     |          |          |          |          |          |          |
| Categorie         | Sport    | Sport    |          |          |          |          |          |          |
| Model 5-serie     | R5       | S5       | SA5      | T5       | 33/5     | 34/5     | 35/5     | 36/5     |
| Cilinderinhoud    | 348,4 cc | 348,4 cc | 348,4 cc | 348,4 cc | 348,4 cc | 348,4 cc | 348,4 cc | 348,4 cc |
| Periode           | 1930     | 1931     | 1931     | 1932     | 1933     | 1934     | 1935     | 1936     |
| Categorie         | Sport    | Sport    | Sport    | Sport    | Sport    | Sport    | Sport    | Sport    |
| Model 6-serie (1) | R6       | S6       | SB6      | T6       | TB6      |          |          |          |
| Cilinderinhoud    | 348,4 cc | 348,4 cc | 348,4 cc | 348,4 cc | 348,4 cc |          |          |          |
| Periode           | 1930     | 1931     | 1931     | 1932     | 1932     |          |          |          |
| Categorie         | Clubman  | Clubman  | Clubman  | Clubman  | Clubman  |          |          |          |
| Model 6-serie (2) | 33/6     | 33/B6    | 34/6     | 34/B6    | 35/6     |          |          |          |
| Cilinderinhoud    | 348,4 cc | 348,4 cc | 348,4 cc | 348,4 cc | 348,4 cc |          |          |          |
| Periode           | 1933     | 1933     | 1934     | 1934     | 1935     |          |          |          |
| Categorie         | Clubman  | Clubman  | Clubman  | Clubman  | Clubman  |          |          |          |
| Model 7-serie (1) | R7       | S7       | T7       | 33/7 T   | 34/7 S   | 34/7 T   |          |          |
| Cilinderinhoud    | 346,4 cc | 346,4 cc | 346,4 cc | 346,4 cc | 346,4 cc | 346,4 cc |          |          |
| Periode           | 1930     | 1931     | 1932     | 1933     | 1934     | 1934     |          |          |
| Categorie         | Wegracer | Wegracer | Sport    | Sport    | Clubman  | Sport    |          |          |
| Model 7-serie (2) | 34/7 S   | 35/7 T   | 34/7 S   | 36/7 T   | 38/7R    | 39/7R    |          |          |
| Cilinderinhoud    | 346,4 cc | 346,4 cc | 346,4 cc | 346,4 cc | 346,4 cc | 346,4 cc |          |          |
| Periode           | 1935     | 1935     | 1936     | 1936     | 1938     | 1939     |          |          |
| Categorie         | Clubman  | Sport    | Clubman  | Sport    | Wegracer | Wegracer |          |          |
| Model 16-serie    | 35/16    | 36/16    | 37/16    | 38/16    |          |          |          |          |
| Cilinderinhoud    | 347,7 cc | 347,7 cc | 347,7 cc | 347,7 cc |          |          |          |          |
| Periode           | 1935     | 1936     | 1937     | 1938     |          |          |          |          |
| Categorie         | Sport    | Sport    | Sport    | Sport    |          |          |          |          |
| Model 26-serie    | 35/26    | 36/26    | 37/26    | 38/26    | 38/26 SS | 39/26    |          |          |
| Cilinderinhoud    | 347,7 cc | 347,7 cc | 347,7 cc | 347,7 cc | 347,7 cc | 347,7 cc |          |          |
| Periode           | 1935     | 1936     | 1937     | 1938     | 1938     | 1939     |          |          |
| Categorie         | Toer     | Toer     | Toer     | Toer     | Toer     | Toer     |          |          |

| Model S4       | S4       |
| -------------- | -------- |
| Cilinderinhoud | 400,0 cc |
| Periode        | 1931     |
| Categorie      | Toer     |

| Model 4-serie      | 35/4     | 36/4     |                |          |          |          |          |       |
| ------------------ | -------- | -------- | -------------- | -------- | -------- | -------- | -------- | ----- |
| Cilinderinhoud     | 497,1 cc | 497,1 cc |                |          |          |          |          |       |
| Periode            | 1935     | 1936     |                |          |          |          |          |       |
| Categorie          | Toer     | Toer     |                |          |          |          |          |       |
| Model 8-serie (1)  | R8       | S8       | SB8            | T8       | TB8      | 33/8     | 33/B8    | 34/8  |
| Cilinderinhoud     | 498,8 cc | 498,8 cc | 498,8 cc       | 498,8 cc | 498,8 cc | 498,8 cc | 498,8 cc |       |
| Periode            | 1930     | 1931     | 1931           | 1932     | 1932     | 1933     | 1933     | 1934  |
| Categorie          | Toer     | Toer     | Sport          | Sport    | Sport    | Sport    | Sport    | Sport |
| Model 8-serie (2)  | 34/B8    | 35/8     | 36/8           | 37/8     | 38/8     | 39/8     | 40/8     |       |
| Cilinderinhoud     | 498,8 cc | 497,1 cc | 497,1 cc       | 497,1 cc | 497,1 cc | 497,1 cc | 497,1 cc |       |
| Periode            | 1934     | 1935     | 1936           | 1937     | 1938     | 1939     | 1940     |       |
| Categorie          | Sport    | Sport    | Sport          | Terrein  | Terrein  | Terrein  | Terrein  |       |
| Model 9-serie (1)  | R9       | S9 L     | S9 H           | T9       | 33/9     |          |          |       |
| Cilinderinhoud     | 498,8 cc | 498,8 cc | 498,8 cc       | 498,8 cc | 498,8 cc |          |          |       |
| Periode            | 1930     | 1931     | 1931           | 1932     | 1933     |          |          |       |
| Categorie          | Toer     | Toer     | Zijspantrekker | Toer     | Toer     |          |          |       |
| Model 9-serie (2)  | 34/9     | 35/9     | 36/9           | 37/9     | 38/9     | 39/9     |          |       |
| Cilinderinhoud     | 498,8 cc | 498,8 cc | 498,8 cc       | 498,8 cc | 498,8 cc | 498,8 cc |          |       |
| Periode            | 1934     | 1935     | 1936           | 1937     | 1938     | 1939     |          |       |
| Categorie          | Toer     | Toer     | Toer           | Toer     | Toer     | Toer     |          |       |
| Model 10-serie (1) | R10      | S10      | 33/10 C        | 34/10 C  |          |          |          |       |
| Cilinderinhoud     | 495,1 cc | 495,1 cc | 495,1 cc       | 495,1 cc |          |          |          |       |
| Periode            | 1930     | 1931     | 1933           | 1934     |          |          |          |       |
| Categorie          | Wegracer | Wegracer | Sport          | Sport    |          |          |          |       |
| Model 10-serie (2) | 34/10 R  | 35/10 C  | 35/10 R        | 35/10 C  | 36/10 R  |          |          |       |
| Cilinderinhoud     | 495,1 cc | 495,1 cc | 495,1 cc       | 495,1 cc | 495,1 cc |          |          |       |
| Periode            | 1934     | 1935     | 1935           | 1936     | 1936     |          |          |       |
| Categorie          | Clubman  | Sport    | Clubman        | Sport    | Clubman  |          |          |       |
| Model 14-serie     | 35/14    | 36/14    |                |          |          |          |          |       |
| Cilinderinhoud     | 497,1 cc | 497,1 cc |                |          |          |          |          |       |
| Periode            | 1935     | 1936     |                |          |          |          |          |       |
| Categorie          | Toer     | Toer     |                |          |          |          |          |       |
| Model 18-serie     | 35/18    | 36/18    | 37/18          | 38/18    | 38/18T   | 38/18 SS | 39/18    |       |
| Cilinderinhoud     | 498,8 cc | 498,8 cc | 498,8 cc       | 498,8 cc | 498,8 cc | 498,8 cc | 498,8 cc |       |
| Periode            | 1935     | 1936     | 1937           | 1938     | 1938     | 1938     | 1939     |       |
| Categorie          | Toer     | Toer     | Toer           | Toer     | Toer     | Toer     | Toer     |       |

| AJS Model      | R2       | S2       | S3       | T2         | 33/2       | 34/2       | 35/2       | 36/2       | 37/2       | 37/2A      | 38/2       | 38/2A      | 39/2       | 39/2A      |          |
| -------------- | -------- | -------- | -------- | ---------- | ---------- | ---------- | ---------- | ---------- | ---------- | ---------- | ---------- | ---------- | ---------- | ---------- | -------- |
| Cilinderinhoud | 999,5 cc | 999,5 cc | 497,7 cc | 981,9 cc   | 981,9 cc   | 981,9 cc   | 981,9 cc   | 981,9 cc   | 981,9 cc   | 981,9 cc   | 981,9 cc   | 981,9 cc   | 981,9 cc   | 981,9 cc   | 981,9 cc |
| Periode        | 1930     | 1931     | 1931     | 1932       | 1933       | 1934       | 1935       | 1936       | 1937       | 1937       | 1938       | 1938       | 1939       | 1939       |          |
| Categorie      | Toer     | Toer     | Toer     | Sport/Toer | Sport/Toer | Sport/Toer | Sport/Toer | Sport/Toer | Sport/Toer | Sport/Toer | Sport/Toer | Sport/Toer | Sport/Toer | Sport/Toer |          |

| AJS V4         | V4            |
| -------------- | ------------- |
| Cilinderinhoud | 494,8 cc      |
| Periode        | 1936-1946     |
| Categorie      | Fabrieksracer |

## Jaren veertig
| In 1949 werd het wereldkampioenschap wegrace ingesteld. Zo kort na de oorlog mochten de Duitsers nog niet deelnemen en motoren met compressor waren verboden, waardoor de AJS V4 niet kon worden ingezet. De nieuwe tweecilinder AJS E90 "Porcupine" werd ingezet door Les Graham, Bill Doran en Jock West. De tegenstand kwam van de Gilera 500 4C, de Moto Guzzi Bicilindrica 500, de Norton 30M "Manx", de Triumph T100GP en de Velocette MT 500. Er waren slechts zes races. De winnaar kreeg 10 punten, maar de rijder van de snelste ronde kreeg een extra punt, mits hij over de finish kwam. Graham kreeg al in de eerste race, de TT van Man, problemen met zijn ontsteking, maar hij duwde de AJS E90 als tiende over de finish. Het leverde hem een punt op, want hij had de snelste ronde gereden. In afwezigheid van Gilera won Norton-rijder Harold Daniell. Graham won de Grand Prix van Zwitserland voor Arciso Artesiani (Gilera). Na de TT van Assen stond hij aan de leiding van het WK nadat hij tweede was geworden achter Gilera-rijder Nello Pagani. In de GP van België viel Graham uit. Teamgenoot Doran won de race voor Artesiani en Enrico Lorenzetti (Moto Guzzi). Graham won de Ulster Grand Prix en kreeg weer een extra punt voor de snelste ronde. Met nog een race te gaan stond Graham met 30 punten aan de leiding, gevolgd door Pagani en Artesiani (beiden 24 punten). De GP des Nations werd op Monza verreden en was dus een thuisrace voor de Italianen. Graham viel opnieuw uit. Pagani won na een fotofinish de race met 0,8 seconde voorsprong op teamgenoot Arciso Artesiani. Het was feest bij Gilera, waar men dacht dat Pagani nu wereldkampioen was. De rekenfout van Gilera zat in de extra punten voor het rijden van de snelste ronde. Volgens hen (die het reglement niet goed hadden vertaald) waren die snelle ronden gereden door Bob Foster (TT van Man), Ted Frend (GP van Zwitserland), Nello Pagani (TT van Assen en GP de Nations), Arciso Artesiani (GP van België) en Les Graham (Ulster Grand Prix). Zo gerekend had Graham slechts 28 punten, Pagani 29. De snelste ronden op het eiland Man en in Zwitserland waren echter ook aan Graham toegekend omdat Foster en Frend de finish niet gehaald hadden. Dat gaf Graham twee punten extra, waardoor hij de allereerste wereldkampioen in de 500cc-klasse werd. |

| AJS Model 16M uit 1947                                                                                   |
| AJS 7R "Boy Racer" uit 1948                                                                              |
| Vanaf de jaren veertig waren de modellen van AJS en Matchless bijna identiek. Dit is het AJS Model 20... |
| ...en dit is de Matchless G9                                                                             |

### Bedrijf
Vanaf de jaren veertig werden er nog maar weinig originele AJS-machines geproduceerd. Bijna alle modellen waren rechtstreeks afgeleid van die van Matchless, maar de AJS-ingenieurs kregen de vrijheid om racemotoren als de AJS Porcupine en de AJS Boy Racer te ontwikkelen. Met de Porcupine werd Leslie Graham in 1949 de eerste wereldkampioen in de 500cc-klasse.

### Tweede Wereldoorlog
Tijdens de Tweede Wereldoorlog kreeg Associated Motor Cycles de opdracht om nieuwe motorfietsen te leveren om de verliezen van de Slag bij Duinkerke te compenseren. Daarom werd uit de Matchless WG3/L het Model G3/L Lightweight ontwikkeld. Deze G3/L zou aanvankelijk niet de officiële militaire motorfiets worden, maar AMC profiteerde van de verwoesting van de Triumph-fabriek tijdens het bombardement op Coventry in november 1940. Triumph kon daardoor de reeds verstrekte opdracht niet uitvoeren.

### Motorfietsen

#### AJS Modellen 40/2 en 40/2A
De Model 40/2 en 40/2A waren de laatste van de zware serie V-twin-zijkleppers. Ze werden zowel als toermotor, sportmotor als zijspantrekker aanbevolen, maar kwamen na de oorlog niet terug.

#### AJS V4
Zoals bijna alle fabrikanten borduurde men bij AMC door op vooroorlogse modellen. De AJS V4 met compressor werd enkele malen met weinig succes ingezet door Jock West. Het was de machine van Walter Rusk, die tijdens de oorlog was omgekomen tijdens zijn pilotenopleiding. De Britse Auto-Cycle Union drong er zelf bij de Fédération Internationale des Clubs Motocyclistes op aan om compressoren te verbieden omdat de Britten een achterstand hadden op de BMW RS 500, de Gilera Rondine en de Moto Guzzi Compressore 250.

#### AJS Porcupine
Al in 1945 werd de E90S aangekondigd. Dit zou een luchtgekoelde 500cc-tweecilinder blokmotor met liggende cilinders, dubbele bovenliggende nokkenassen en een compressor worden, maar omdat de Fédération Internationale de Motocyclisme al in 1946 een compressorverbod afkondigde, moest deze vervallen. Door de stekelachtige koelribben kreeg de machine de bijnaam "Porcupine" (stekelvarken). In 1949 werd Leslie Graham wereldkampioen 500 cc met de AJS E90 "Porcupine". Hij was daarmee de allereerste 500cc-wereldkampioen.

#### AJS Boy Racer
In 1948 verscheen een goedkopere 350cc-racer, de AJS 7R "Boy Racer". Deze machine kon aanvankelijk geen vuist maken tegen de concurrentie. Hij had een lange slag motor (74 x 81mm) en leverde slechts 32 pk. In de jaren vijftig zou de machine een succes worden, vooral in handen van privérijders.

#### AJS Model 16
Vanaf 1945 werd de Matchless G3/L ook als AJS Model 16M verkocht. Het was een 350cc-kopklepmotor die erg economisch was, een belangrijk verkoopargument toen de benzinedistributie nog niet ten einde was. De machines hadden toen nog geen achtervering, maar wel de nieuwe teledraulic telescoopvork. Het verschil met de Matchless bestond alleen uit de plaats van de dynamo: Bij de Matchless G3/L achter de cilinder, bij de AJS Model 16 aan de voorkant. In hetzelfde jaar verscheen de AJS Model 18 (Matchless G80). Tot diep in de jaren zestig zouden de combinaties AJS 16/Matchless G3/L en AJS 18/Matchless G80, waarvan het ontwerp feitelijk uit de jaren dertig stamde, in productie blijven, waarbij mondjesmaat verbeteringen werden aangebracht. De modellen kregen soms toevoegingen bij de typeaanduiding. De letter "S" stond aanvankelijk voor "Sprung", oftewel achtervering, de letter "C" voor Competition, dit waren de trial- en crossmodellen. De combinatie "CS" stond voor Competition Scrambler.

#### AJS Model 20
In de jaren veertig waren Britse paralleltwins onder sportieve Amerikaanse rijders geweldig populair, omdat er in eigen land op dat gebied niets te koop was. Concurrenten Triumph, Ariel, Norton en Royal Enfield waren al eerder met tweecilinders uitgekomen. In 1948 werden door AMC twee nieuwe 500cc-paralleltwins gepresenteerd, als AJS Model 20 en Matchless G9. Ze waren in eerste instantie voor de Amerikaanse markt bestemd. Daarom kwamen ze pas in de zomer van 1949 op de Britse markt. Ze waren al uitgerust met duozadels, teledraulic telescoopvork en sportieve megafoonuitlaten en kregen de bijnamen "Super Clubman" (Matchless) en "Spring Twin" (AJS).

### Modellenoverzicht jaren veertig
| Model 16-serie | 16M            | 16MC      | 16MS      |
| -------------- | -------------- | --------- | --------- |
| Cilinderinhoud | 347,8 cc       | 347,8 cc  | 347,8 cc  |
| Periode        | 1946-1949      | 1947-1959 | 1949-1966 |
| Categorie      | Toer           | Trial     | Toer      |
| Boy Racer      | 7R             |           |           |
| Cilinderinhoud | 348,4 cc       |           |           |
| Periode        | 1948-1963      |           |           |
| Categorie      | Productieracer |           |           |

| Model 18-serie | 18        | 18C       |
| -------------- | --------- | --------- |
| Cilinderinhoud | 497,1 cc  | 497,1 cc  |
| Periode        | 1945-1949 | 1946-1958 |
| Categorie      | Toer      | Trial     |

| AJS Model      | V4            |
| -------------- | ------------- |
| Cilinderinhoud | 494,8 cc      |
| Periode        | 1936-1946     |
| Categorie      | Fabrieksracer |

| AJS Model 20   | 20            |
| -------------- | ------------- |
| Cilinderinhoud | 498,1 cc      |
| Periode        | 1948-1958     |
| Categorie      | Toer          |
| Porcupine      | E90           |
| Cilinderinhoud | 496,1 cc      |
| Periode        | 1947-1951     |
| Categorie      | Fabrieksracer |

| AJS Model      | 40/2                          | 40/2A                         |                               |
| -------------- | ----------------------------- | ----------------------------- | ----------------------------- |
| Cilinderinhoud | 981,9 cc                      | 981,9 cc                      |                               |
| Periode        | 1940                          | 1940                          |                               |
| Categorie      | Sport / Toer / zijspantrekker | Sport / Toer / zijspantrekker | Sport / Toer / zijspantrekker |

## Jaren vijftig

### Bedrijf
In 1951 werd het merk James toegevoegd aan het Associated Motor Cycles-concern. In dat jaar werden op vrijwel alle modellen de tot dan toe gebruikte "Candlestick" schokdempers vervangen door nieuwe types, die vanwege hun vorm van het blad "Motor Cycle Magazine" de bijnaam "Jampot" kregen. De motorfietsen kregen in plaats van dubbele zweefzadels nu duozadels en vanaf 1956 werden de Burman versnellingsbakken vervangen door exemplaren uit de eigen productie. De ouderwetse ontstekingsmagneten werden in 1957 vervangen door dynamo's die door de nokkenas werden aangedreven. Het geperst stalen deksel van de primaire aandrijving, dat nogal vaak olie lekte, werd vervangen door een aluminium exemplaar. In 1953 trad Norton toe tot het AMC-concern en daarna kwam ook de productie van Norton naar Woolwich.

### Motorfietsen

#### AJS Porcupine
De motor van de E90S wegracer werd herzien en werd de E95. De cilinders stonden nu onder een hoek van 45° voor een betere koeling. De machine leverde nu ongeveer 55 pk bij 7.600 tpm. In de eerste jaren konden nog redelijke resultaten worden geboekt, maar met de opkomst van de Norton Manx', de Gilera's en de MV Agusta's ging het met de prestaties van de AJS rijders steeds slechter. Vanaf 1955 kwamen ze niet meer in de 500cc-uitslagen voor. Met de 7R Boy Racer in de 350cc-klasse ging het nog enkele jaren beter.

#### AJS Boy Racer
Tot en met 1952 konden de Britten (AJS, Norton en Velocette) het met hun eencilinders tegen elkaar uitvechten, maar met de komst van de 350cc-Gilera's in 1953 werd het moeilijker. In 1951 had ontwikkelingsingenieur Harry "Ike" Hatch de 7R ingrijpend gewijzigd, hij kreeg een kortere slag, drie kleppen en leverde 36 pk. Dit was nodig om de Italiaanse tweecilinders het hoofd te bieden. Deze AJS 7R3 behaalde redelijke resultaten in de GP's, maar werd in 1954 door Jack Williams opnieuw verbeterd, waarbij de motor lager in het frame werd gehangen. Met nu 40 pk aan boord won de machine de Franse Grand Prix (Pierre Monneret) en de Junior TT (Rod Coleman). Dit waren echter speciale fabrieksracers die niet voor privérijders te koop waren. Na 1954 trok AMC zich terug uit de wegraces, nadat constructeur Ike Hatch was overleden. De 7R werd voor privérijders nog tot ver in de jaren zestig geleverd. In 1969 reed er nog een Boy Racer in de GP's mee: Selwyn Griffiths werd 25e in het WK door een zesde plaats in de Junior TT. De laatste WK-punten voor de AJS 7R werden gescoord tijdens het WK van 1971, toen John Williams met een Arter-AJS 7R vierde werd in de TT van Man én in de Ulster Grand Prix en met zestien punten als dertiende in de 350cc-klasse eindigde.

#### AJS Model 16
Het Model 16 werd in de jaren vijftig verbeterd. Het kreeg een wisselstroomdynamo en accu-bobine-ontsteking. In 1951 verscheen het Model 16MCS, dat feitelijk een crossmotor was. Het trialmodel 16MC ging in 1956 uit productie, maar werd in 1959 opgevolgd door het Model 16C.

#### AJS Model 18
De AJS Model 18-serie werd in 1951 uitgebreid met het Model 18CS. Voorheen was de Matchless G80CS de machine die werd ingezet voor alle terreinsporten, maar AMC wilde meer specialisatie. De Matchless werd ingezet voor scrambles en motorcrosswedstrijden en het AJS Model 18CS werd de trialmotor.

#### AJS Model 20
Het Model 20 bleef in productie, maar werd wel doorontwikkeld. In 1951 werden de achterdempers vervangen door nieuwe exemplaren die de bijnaam "Jampot" kregen en in 1952 werd de Burman-vierversnellingsbak vernieuwd. In 1956 verscheen het 600cc-AJS Model 30 (Matchless G11), maar het Model 20 ging pas in 1958 uit productie. Toen was zelfs het 650cc-AJS Model 31 (Matchless G12) al op de markt.

#### AJS Model 30
In 1956 verscheen een 600cc-tweecilinder, het AJS Model 30 (Matchless G11). Deze ging het Model 20 nog niet vervangen, beide modellen werden nog tot in 1959 geleverd. Het AJS Model 30 had een bijna "vierkante" motor (boring x slag 72 x 72,8 mm).

#### AJS Model 14
In 1958 ging AJS weer 250cc-motorfietsen bouwen. Het werd het AJS Model 14. Het had een korte slag motor (69,9 x 64,8 mm). Om kosten te besparen was ze grotendeels opgebouwd uit onderdelen van James, dat in 1951 tot AMC was toegetreden. Van James kwamen de spatborden, de tank, de naven, de achtervork, de koplampnacelle, het zadel, het stuur, het achterlicht en aanvankelijk ook de voorvork, hoewel latere modellen de teledraulic voorvork kregen. De machine werd geen succes, vooral omdat ze nogal ouderwets gebouwd was. Hoewel het blok er strak uitzag omdat het carter zowel de 1,4 liter-olietank als de versnellingsbak omsloot, was het nog steeds een pre unit (losse) versnellingsbak, terwijl de unit construction al lang gangbaar was. Dat betekende dat eigenaars nog steeds een primaire ketting moesten onderhouden. Matchless bouwde een zustermodel, de Matchless G2. In 1959 verscheen het AJS Model 14 CS (Matchless G2 CS). De AJS werd verkocht als scrambler, de Matchless als crossmotor.

#### AJS Model 31
Het Model 30 kreeg een grotere versie met het AJS Model 31 (Matchless G12) in 1958. Associated Motor Cycles wist dat de bouw van een 650cc-model onvermijdelijk was geworden. Triumph had al jaren 650cc-modellen (de 6T Thunderbird, de TR6 Trophy en de T110 Tiger), Ariel had de FH "Huntmaster", BSA de A10 en Royal Enfield zelfs de 700cc-Super Meteor. Men wilde echter ook zo veel mogelijk onderdelen van eerdere modellen behouden. De motor van het Model 30 kon niet verder worden opgeboord en daarom besloot constructeur Phil Walker de slag te vergroten van 72,8 naar 79,3 mm, waardoor de cilinderinhoud op 646 cc kwam. Hierdoor moest uiteraard een nieuwe krukas en ook een nieuwe primaire kettingkast gemaakt worden. In september 1958 ging Model 31 in productie. In 1959 kwam Model 31 De Luxe uit. Deze had een nieuw dubbel wiegframe en een nieuwe cilinderkop. De krukas was gegoten uit nodulair gietijzer, waardoor ze beter tegen de motortrillingen bestand was. Het Model 31 CSR (Competition/Sprung/Roadster) kwam eveneens in 1959 op de markt. Dit sportieve model had een twee-in-een-uitlaat en een sportievere nokkenas. Alle "Modellen 31" hadden te maken met trillingen en lekkage. Wellicht was de motor intussen ook wel te ver opgevoerd. Door de slag te verlengen kon immers geen groter vermogen ontwikkeld worden zonder ook het toerental te verhogen. Een langeslagmotor is tenslotte minder geschikt voor sportieve prestaties. Daarom besloot men hoofdconstructeur Jack Williams van zijn AJS 7R project af te halen om de problemen met de AJS Model 31/Matchless G12 op te lossen. Bovendien moest hij enkele exemplaren raceklaar maken. Ron Langston en Don Chapman wonnen de Thruxton 500 endurancerace met een AJS. Vanaf 1963 kreeg het model daarom de naam "Hurricane". Model 31 bleef in productie tot in 1966.

### Modellenoverzicht jaren vijftig
| Model 14-serie | 14        | 14 CS     |
| -------------- | --------- | --------- |
| Cilinderinhoud | 248,7 cc  | 248,7 cc  |
| Periode        | 1958-1963 | 1959-1963 |
| Categorie      | Toer      | Scrambler |

| Model 16-serie | 16MS                          | 16MCS         | 16C                           |
| -------------- | ----------------------------- | ------------- | ----------------------------- |
| Cilinderinhoud | 347,8 cc vanaf 1962: 348,4 cc | 348,1 cc      | 347,8 cc vanaf 1962: 348,4 cc |
| Periode        | 1949-1966                     | 1951-1958     | 1957-1964                     |
| Categorie      | Toer                          | Cross         | Trial                         |
| Boy Racer      | 7R                            | 7R3           |                               |
| Cilinderinhoud | 348,4 cc                      | 348,4 cc      |                               |
| Periode        | 1948-1963                     | 1952-1954     |                               |
| Categorie      | Productieracer                | Fabrieksracer |                               |

| Model 18-serie | 18C       | 18S       | 18CS      |          |
| -------------- | --------- | --------- | --------- | -------- |
| Cilinderinhoud | 497,1 cc  | 497,1 cc  | 497,1 cc  | 497,1 cc |
| Periode        | 1947-1958 | 1949-1966 | 1951-1966 |          |
| Categorie      | Trial     | Toer      | Cross     |          |

| AJS Model 20   | 20            |               |
| -------------- | ------------- | ------------- |
| Cilinderinhoud | 498,1 cc      |               |
| Periode        | 1948-1958     |               |
| Categorie      | Toermotor     |               |
| Porcupine      | E90           | E95           |
| Cilinderinhoud | 496,1 cc      | 497,5 cc      |
| Periode        | 1947-1951     | 1952-1954     |
| Categorie      | Fabrieksracer | Fabrieksracer |

| Model 30-serie | 30        | 30 CS     |
| -------------- | --------- | --------- |
| Cilinderinhoud | 592,8 cc  | 592,8 cc  |
| Periode        | 1956-1959 | 1957-1959 |
| Categorie      | Toer      | Scrambler |

| Model 31-serie | 31        | 31 CS     | 31 CSR    | 31 De Luxe |
| -------------- | --------- | --------- | --------- | ---------- |
| Cilinderinhoud | 645,7 cc  | 645,7 cc  | 645,7 cc  | 645,7 cc   |
| Periode        | 1958-1961 | 1958-1959 | 1958-1966 | 1959-1966  |
| Categorie      | Toer      | Scrambler | Sport     | Toer       |

## Jaren zestig

### Bedrijf
In 1960 boekte AMC een winst van £ 200.000. De BSA-groep verdiende £ 3.500,000. In 1961 leed AMC een verlies van £ 350.000. In 1962 sloot de Norton fabriek in Birmingham. Het was duidelijk dat het met AMC niet goed ging. Topconstructeur Bert Hopwood, die vooral aan de Nortons had gewerkt, verliet het bedrijf en nam de functie van algemeen directeur van de BSA-groep over van Edward Turner. In het begin van de jaren zestig kon AMC nog enigszins teren op de door Hopwood ontworpen 745cc-Norton Atlas, maar Triumph was onbetwist marktleider met de Unit construction modellen, vooral de 650cc-T120 Bonneville. Ook de BSA A10 modellen waren redelijk populair. Zowel de Norton-, Triumph- als de BSA-modellen waren duurder (en geavanceerder) dan de modellen van Matchless en AJS. AMC besloot zich te concentreren op de merken Norton, Matchless en AJS en nog meer badge-engineering toe te passen.

#### Overname door Dennis Poore
Dennis Poore was eigenaar van Manganese Bronze Holdings en had begin jaren zestig het inbouwmotormerk Villiers gekocht. In 1966 kocht hij ook AMC op. De fabriek in Woolwich, waar de motorblokken uit Wolverhampton (basis van AJS) en de frames uit Manchester werden samengebouwd, werd gesloten. De productie verhuisde naar Andover (Hampshire). Poore noemde het nieuwe bedrijf Norton-Villiers. Tot 1969 werden de AJS Model 33 en de Matchless G15 nog geproduceerd en zelfs verbeterd. Bij de overname was het merk Norton het enige winstgevende deel van AMC. Poore liet deze machines ook doorontwikkelen. De Norton P11 werd korte tijd ook nog als Matchless P11 geleverd. Onder de naam AJS werden nog slechts 250cc-Villiers tweetakten voor trial en motorcross gemaakt. Onder regie van Manganese Bronze werden de Norton-frames voorzien van de Isolastic ophanging van het motorblok, en de beroemde Norton Commando's werden ontwikkeld.

### Motorfietsen

#### AJS Model 14
De 250cc-Model 14-serie werd in 1962 uitgebreid met het Model 14 CSR, een sportmotor met een verhoogde compressieverhouding en een aluminium cilinderkop. Het zustermodel was de Matchless G2 CSR. In 1962 kregen de modellen 14 en 14 CSR de toevoegingen "Sapphire" en "Sapphire Ninety". Waarschijnlijk gebeurde dit onder invloed van de Amerikaanse importeur Joe Berliner, die zich als kenner van de Amerikaanse markt vaak bemoeide met de modelnamen en zelfs bepaalde modellen van zijn Europese leveranciers (naast AMC ook Ducati en Moto Guzzi) verlangde.

#### AJS Model 16 Sceptre
Het AJS Model 16MS kreeg vanaf 1960 voor de Verenigde Staten de toevoeging "Sceptre".

#### AJS Model 18 Statesman
Het AJS Model 18S kreeg vanaf 1960 voor de Verenigde Staten de toevoeging "Statesman".

#### AJS Model 8
Het 350cc-AJS Model 8 verscheen in 1960. Het was een vreemde eend in de bijt, want zowel AJS als Matchless leverden al 350cc-machines. Het Model 8 kreeg zijn eigen motor, feitelijk een grotere versie van het 250cc-Model 14, met de olietank in het carter en nog steeds met een losse versnellingsbak, hoewel het door de constructie van het blok leek alsof de versnellingsbak was ingebouwd. Aanvankelijk had ook dit model nog een primaire ketting, die in 1962 werd vervangen door een tandwielset. Boring en slag bedroegen 72 x 85,5 mm, ook al afwijkend van de andere modellen. Het Model 8 ging al in 1963 uit productie. Zowel AJS als Matchless maakten toen al zware tijden door. Hun 21pk-sterke 350cc-modellen werden overtroefd door de 305cc-Honda CB 77 Super Sport, die 28 pk leverde. Zelfs de 250cc-Honda CB 72 Super Sport was met 24 pk sterker. Bovendien leverde AMC nog de AJS-modellen 16MS en 16C en de Matchless-modellen G3/LS en G3/LCS.

#### AJS Model 31
Het AJS Model 31 De Luxe kreeg in 1962 de toevoeging "Swift".

#### AJS Model 33
Het AJS Model 33 (Matchless G15) was gebaseerd op de laatste Norton die Bert Hopwood nog gebouwd had, de 745cc-motor van de Norton Atlas. Men bouwde hiermee de Norton P11, maar ook een nieuwe serie 750cc-modellen, die onder drie merknamen verkocht werden. Bij AJS werd dat het Model 33, dat ook als Model 33 CSR verkocht werd. De Matchless namen werden dus G15, G15Mk2, G15CS en G15CSR. Onder de naam Norton werd alleen Norton N15 CS uitgebracht. Men bracht geen Norton roadster uit om concurrentie met de Norton Atlas te voorkomen. Dit waren de opvolgers van het AJS Model 31/Matchless G12. Er werd een aangepast frame van de 500cc-Matchless G85 CS gebruikt, met een verstevigde voorvork. Aanvankelijk waren deze modellen uitsluitend voor de export bestemd, maar in 1965 kwamen ze ook op de Britse markt en het Europese Continent. De productie was door een groot aantal nieuwe onderdelen vrij duur geworden, en deze serie motorfietsen zou de laatste zijn die door AMC werd gebouwd.

### Modellenoverzicht jaren zestig
| Model 14-serie | 14        | 14 CS     | 14 Sapphire | 14 CSR    | 14 Sapphire Ninety |
| -------------- | --------- | --------- | ----------- | --------- | ------------------ |
| Cilinderinhoud | 248,7 cc  | 248,7 cc  | 248,7 cc    | 248,7 cc  | 248,7 cc           |
| Periode        | 1958-1963 | 1959-1963 | 1962-1963   | 1962-1966 | 1962-1966          |
| Categorie      | Toer      | Scrambler | Toer        | Sport     | Sport              |

| Model 8        | 8                             |                               |
| -------------- | ----------------------------- | ----------------------------- |
| Cilinderinhoud | 348,1 cc                      |                               |
| Periode        | 1960-1963                     |                               |
| Categorie      | Toer                          |                               |
| Model 16-serie | 16MS                          | 16C                           |
| Cilinderinhoud | 347,8 cc vanaf 1962: 348,4 cc | 347,8 cc vanaf 1962: 348,4 cc |
| Periode        | 1949-1966                     | 1957-1964                     |
| Categorie      | Toer                          | Trial                         |
| Boy Racer      | 7R                            |                               |
| Cilinderinhoud | 348,4 cc                      |                               |
| Periode        | 1948-1963                     |                               |
| Categorie      | Productieracer                |                               |

| Model 18-serie | 18S       | 18CS      | 18 Statesman |
| -------------- | --------- | --------- | ------------ |
| Cilinderinhoud | 497,1 cc  | 497,1 cc  | 497,1 cc     |
| Periode        | 1949-1966 | 1951-1966 | 1960-1966    |
| Categorie      | Toer      | Trial     | Toer         |

| Model 31-serie | 31        | 31 CSR    | 31 De Luxe | 31 Swift  |
| -------------- | --------- | --------- | ---------- | --------- |
| Cilinderinhoud | 645,7 cc  | 645,7 cc  | 645,7 cc   | 645,7 cc  |
| Periode        | 1958-1961 | 1958-1966 | 1959-1966  | 1962-1966 |
| Categorie      | Toer      | Toer      | Sport      | Sport     |

| Model 33-serie | 33        | 33 CSR    |
| -------------- | --------- | --------- |
| Cilinderinhoud | 745,0 cc  | 745,0 cc  |
| Periode        | 1965-1966 | 1965-1966 |
| Categorie      | Toer      | Sport     |

### Jaren zeventig

#### Overname naam AJS door Fluff Brown
In 1974 kocht Fluff Brown de rechten voor de productie van de AJS Stormer-serie. Hij ging motorfietsen maken onder de naam A.J.S.Motorcycles Ltd, Goodworth Clatford. Dit waren lichte terreinmotoren. Hij produceerde deze klassieke crossmotoren nog enkele jaren. Brown levert ook nog onderdelen voor de bekende Villiers Starmaker motorblokken. Men importeert Chinese motorfietsen en ATV's en verkoopt ze onder de merknaam AJS. Het bedrijf staat tegenwoordig onder leiding van de oudste zoon van Fluff Brown, Nick.

## Spot- en bijnamen voor het merk AJS
- AJS (algemeen): Ajay (naar de naamgever, A.J. Stevens)
- AJS 350- en 500cc-eencilindermodellen vanaf 1932: Plumstead Stamper (sinds de AJS productie naar de Matchless fabriek naar Plumstead Road in Woolwich verhuisd was)
- AJS E90 500cc-racemotor (1946): Porcupine (Stekelvarken, naar de kleine stekelachtige koelribben op de cilinderkop.)
- AJS Model 18 (1945-1966): The Statesman
- AJS Model 20 (1948-1958): Spring Twin
- AJS Model 31 CSR (1959-1966): Hurricane